# Jorge Maggio
Jorge Bernardo Maggio (Buenos Aires, 2 de noviembre de 1982), más conocido como Coco Maggio, es un periodista, conductor y actor argentino de televisión y radio. Fue conductor del reality Combate en Perú, país donde radica hasta la actualidad.
Se casó en Argentina con la peruana Mayi Sánchez.

## Biografía
Antes de empezar en el mundo de la actuación practicaba rugby. Está casado, con la Peruana Mayi Sánchez, médico y nutrióloga. La ceremonia se realizó en marzo del 2022 en Argentina. Actualmente están esperando la llegada de su primer hijo de nombre Lorenzo. Viven en Perú, 
en el balneario de Punta Hermosa cerca a la Playa (a 2 horas de la capital) donde es dueño de un restaurante llamado La Milonga.

## Carrera
Sus primeras actuaciones en el mundo de la televisión fueron en la conocida serie argentina Chiquititas 2001 de Cris Morena donde interpretó a Francisco. En 2002 Cris Morena volvió a confiar en él para interpretar el papel de Tomás Ezcurra en Rebelde Way. Tenía 18 años y tuvo que compaginar las grabaciones de la novela con sus estudios de periodismo. En 2003, con las giras de Erreway, Coco tuvo la oportunidad de hacer sus primeras entrevistas a sus compañeros de la novela e incluso escribió un diario para la edición argentina de la revista Rebelde Way sobre la gira por Israel. En 2004 hizo una obra teatral en Argentina llamada 04, una obra de teatro juvenil junto a Diego Mesaglio, Muni Seligmann y Belén Scalella, la mayoría integrantes de Floricienta, y el ciclo Rebelde Way. Se trata de una comedia en la que se muestra la convivencia de cuatro inquilinos en una pensión. En este año también se fue de gira por los teatros con la adaptación teatral de Floricienta, una novela en la que intervino solamente en la primera temporada. En 2005 se trasladó a vivir durante seis meses a Israel donde era muy conocido por sus trabajos en Chiquititas y posteriormente en Rebelde Way. Allí trabajo en una novela llamada Telenovela Bamm para adolescentes. Aprendió algo de hebreo, pero en la novela casi siempre hablaba en inglés. Trabajó en la telenovela de la productora Dori Media Group, El refugio, junto con otros actores secundarios que también integraron el elenco en Chiquititas y Rebelde Way. En 2007 Maggio volvió a la televisión en la novela juvenil Romeo y Julieta la versión Argentina y renovada de la obra de William Shakespeare interpretando a Polo, el novio formal de Julieta Caporale (Brenda Gandini), su personaje era el canchero de la tira, también mantiene una relación con Camille (María del Cerro). En 2008 estuvo en España, su primera intención era participar en un show musical junto a Jazmín Beccar Varela y Micaela Vázquez, al final la presentación musical fue cancelada. En agosto de 2009 después de un largo tiempo retirado de la pantalla, Maggio regresó a El Trece en Enseñame a vivir, dando vida al personaje antagonista de Pablo Rago.

### Década del 2010
Entre 2010 y 2011 se le pudo ver los domingos en Tackle de primera, programa deportivo que se emitió por canal Metro. En 2012 fue periodista deportivo y conductor del programa de radio Rugby Fun y fue notero de Tendencia. Desde fines de 2013 y durante el correr de 2014 condujo el programa Fans World, juntó a Micaela Vázquez,   Dalma Maradona y Jenny Martínez. En 2016 se fue a radicar a Perú y se convirtió en conductor del reality peruano Combate de ATV, junto a Vanessa Jerí hasta el 9 de septiembre de dicho año, luego fue coconductor del programa Fábrica de sueños en la misma casa televisiva junto a Virna Flores e Ismael La Rosa. El 16 de enero de 2017 ingresa como competidor al programa peruano de competencias Esto es guerra.

## Televisión
| Televisión | Televisión                | Televisión                 | Televisión    |
| Año        | Título                    | Canal                      | Personaje     |
| ---------- | ------------------------- | -------------------------- | ------------- |
| 2001       | Chiquititas               | Telefe                     | Francisco     |
| 2002-2003  | Rebelde Way               | Azul TV(Canal 9) AmericaTV | Tomas Ezcurra |
| 2004       | Floricienta               | El Trece                   | Julián        |
| 2005       | Telenovela Ba'am (Israel) | Hot 3                      | Diego         |
| 2006       | El refugio                | El Trece                   | Coco Valles   |
| 2007       | Romeo y Julieta           | Canal 9                    | Polo          |
| 2009       | Enseñame a vivir          | El Trece                   | Nacho         |
| 2010-2011  | Tackle de primera         | Metro                      | Conducción    |
| 2011- 2015 | Rugby Fun                 | Rugby Fun TV               | Conducción    |
| 2012       | Tendencia                 | Canal 9                    | Notero        |
| 2013-2015  | Fans en Vivo              | FWTV                       | Conductor     |
| 2016       | Combate                   | Andina de Televisión       | Conductor     |
| 2016       | Fábrica de sueños         | Andina de Televisión       | Conductor     |
| 2017       | Esto es guerra            | América Televisión         | Competidor    |
| 2017       | Cumbia pop                | América Televisión         | Padre Renzo   |

Programas en vivo
| Año  | Título     | Acompañante     | Plataforma |
| ---- | ---------- | --------------- | ---------- |
| 2020 | Desde Casa | Micaela Vázquez | Youtube    |

### Teatro
- 2001 - Chiquititas
- 2002/2003 - Rebelde Way
- 2003/2004- 04
- 2004 - Floricienta